# Hippity Hop
Hippity Hop (с англ. — «Неустойчивое положение») — первый мини-альбом южнокорейской гёрл-группы EXID. Альбом был выпущен 13 августа 2012 года. Альбом ознаменовал первое появление нового состава группы. Ведущий сингл «I Feel Good» был написан и спродюсирован Shinsadong Tiger.

## Релиз
Тизер клипа на песню «I Feel Good» был выпущен 6 августа. Полное музыкальное видео было выпущено 14 августа 2012 года вместе с релизом альбома.

## Прормоушен
Чтобы продвинуть альбом, EXID выступили на различных музыкальных программах. Продвижения песни «I Feel Good» стартовали 17 августа. EXID исполнили песню на Music Bank 17 августа.

## Коммерческий успех
В Южной Корее «I Feel Good» вошел в единый график Gaon под номером 56 в течение недели 13 августа 2012 года. За эту неделю песня была скачана 57 697 раз. Песня также появился в ежемесячном чарте Gaon. К концу августа «I Feel Good» достигла пика на 122-м месте в ежемесячном одиночном чарте Gaon и продала 110 103 загрузки. К концу 2012 года песня была скачана всего 150 000 раз.

## Трек-лист
| №                   | Название                                         | Текст песни                         | Музыка                          | Arrangement             | Длительность |
| ------------------- | ------------------------------------------------ | ----------------------------------- | ------------------------------- | ----------------------- | ------------ |
| 1.                  | «Better Together» (하나 보단 둘; Hana Bodan Dul) | Ji-in, Won-taek, LE                 | Ji-in, Won-taek                 | Shinsadong Tiger        | 3:55         |
| 2.                  | «I Feel Good»                                    | Rado, Ye-Yo, LE                     | Rado, Ye-Yo                     | Shinsadong Tiger        | 3:28         |
| 3.                  | «Call» (전화벨; Jeonhwabel)                      | LE                                  | Shinsadong Tiger, LE            | Shinsadong Tiger        | 3:52         |
| 4.                  | «Think About»                                    | Joker, Kim Tae-joo, LE              | Joker, Kim Tae-joo              | Shinsadong Tiger        | 3:43         |
| 5.                  | «Whoz That Girl» (Part 2)                        | Shinsadong Tiger, Choi Gyu-sung, LE | Shinsadong Tiger, Choi Gyu-sung | Shinsadong Tiger, Issac | 3:46         |
| 6.                  | «I Feel Good» (R.Tee Remix)                      | Rado, Ye-Yo, LE                     | Rado, Ye-Yo                     | Shinsadong Tiger, R.Tee | 5:00         |
| Общая длительность: | Общая длительность:                              | Общая длительность:                 | Общая длительность:             | Общая длительность:     | 22:24        |

## Чарты
| Чарты            | Пиковые позиции |
| ---------------- | --------------- |
| Gaon Album Chart | 13              |

## Продажи
| Чарты               | Сумма  |
| ------------------- | ------ |
| Gaon physical sales | 1,500+ |